# نهائي كأس أوكرانيا 2004
نهائي كأس أوكرانيا 2004 هي المباراة النهائية من منافسة كأس أوكرانيا 2003–04، أقيمت المباراة في 30 مايو 2004، في مجمع أولمبيسكي الوطني الرياضي، بين فريقي نادي شاختار دونيتسك، ونادي دنيبرو دنيبروبتروفسك، وفاز فيها نادي شاختار دونيتسك، بعد أن هزم نادي دنيبرو دنيبروبتروفسك، بنتيجة 2 - 0، وكان حكم المباراة Serhiy Shebek ‏، وحضر المباراة 60000 شخصاً.

## تفاصيل المباراة
لعبت المباراة النهائية في 30 مايو 2004.
| نادي شاختار دونيتسك | 2 -0 | نادي دنيبرو دنيبروبتروفسك |
| ------------------- | ---- | ------------------------- |
|                     |      |                           |